# Paraheliophanus napoleon
Paraheliophanus napoleon là một loài nhện trong họ Salticidae.
Loài này thuộc chi Paraheliophanus. Paraheliophanus napoleon được Clark & Pierre L miêu tả năm 1977. G. Benoit.